# جایزه متن‌باز اورایلی
جایزه متن‌باز اورایلی (به انگلیسی: O'Reilly Open Source Award) با نام سابق جایزه متن‌باز گوگل-اورایلی (به انگلیسی: Google–O'Reilly Open Source Award) جایزه‌ای است که به خاطر فداکاری، نوع‌آوری، رهبری کردن و مشارکت‌های برجَسته در نرم‌افزارهای متن‌باز به افراد اهدا می‌شود. در طی سال‌های ۲۰۰۵ تا ۲۰۰۹ این جایزه از طرف گوگل و انتشارات اورایلی اهدا می‌شد اما از ۲۰۱۰ به بعد این جایزه تنها از طرف انتشارات اورایلی به افراد اهدا می‌گردد.

## برندگان

### ۲۰۱۳
- بهداد اسفهبد - حرف‌باز
- جسیکا مک‌کلر - بنیاد نرم‌افزار پایتون
- لیمور فرد
- والریا اورورا - پیشگامان آدا
- پل فنویک - پرل
- مارتین مایکلمیر - دبیان

### ۲۰۱۲
- ماسیمو بانزی
- جیم جگیلسکی
- کریستی کوهلر
- بردلی کوهن
- الیزابت کرامپاچ

### ۲۰۱۱
- فابریس بلارد - کیویی‌ام‌یو و اف‌اف‌امپگ
- کارن سندلر
- کیث پاکارد - سیستم پنجره اکس
- رایان داهل
- کوسوکه کاواگوچی

### ۲۰۱۰
- جرمی آلیسون - سامبا
- دبورا بریانت
- براد فیتزپاتریک
- لیلی هاثورن
- گرگ استین

### ۲۰۰۹
- برایان اکر - مای‌اس‌کیوال
- بروس مامجیان
- کلی جانسون
- ایوان پرودرومو - آیدنتیکا
- پنی لیچ - مودل و ماهارا

### ۲۰۰۸
- کریس مسینا
- آنجلا بایرون - دروپال
- مارتین دوگیاماس - مودل
- اندرو تریدگل - آرسینک
- هارالد ولت

### ۲۰۰۷
- کارل فوگل
- پاملا جونز
- آرون اونتال
- دیوید رکوردون
- پل ویکسی

### ۲۰۰۶
- کلیف اشمیت - آپاچی
- گروا مارکام - فایرفاکس
- ژولیان سوارد - والگریند
- استفان تاگزت - اوپن‌آفیس. ارگ
- پیتر لودبلد - سابورژن

### ۲۰۰۵
- دوک سرلز - لینوکس ژورنال
- جف واف - اوبونتو
- گیر ماگنوسن
- ریچارد هیپ - اس‌کیوال لایت
- دیوید هینمیر هانسون - روبی آن ریلز